# Estádio Municipal Edelfride Palhares da Costa
Estádio Municipal Edelfride Palhares da Costa, antigamente conhecido como Estádio Municipal de Benguela, é um estádio multiuso localizado em Benguela, Angola. O Estrela Clube Primeiro de Maio é mandante e administrador do estádio desde 2010.
O estádio passou por reforma em 2009, no âmbito da Copa das Nações Africanas de 2010, e foi usado pelas seleções nacionais de futebol do Egito e do Benim, sediadas em Benguela, como campo de treino.
O estádio foi renomeado em homenagem a Edelfride Palhares da Costa, um jogador de futebol local que jogou no país antes de se mudar para Portugal, onde jogou por alguns clubes.